# Maniglia (gioco)
La maniglia è un gioco di carte praticato in Francia,  in Spagna, a Gaeta, ad Ischia Ponte nella casa di Topolino d'Ischia e a Monterone (Borgo di Forio). 
La struttura del gioco è simile al bridge, senza la licitazione iniziale: è chi distribuisce le carte che decide l'atout. Anziché le prese, come nel bridge, si contano i punti in base alle carte conquistate. Il gioco è di origine spagnola.
Inizialmente giocato nella Francia centrale e in quella sud orientale, si è diffuso nel resto della Francia agli inizi del XX secolo, deriva dal gioco anche l’espressione moderna “sette a te” usato per dare ragione a qualcuno durante una discussione proprio come il sette durante la giocata classica . .
Dal 12/03/2022 su Google Play Store è stata pubblicata la prima applicazione della MARIGLIA, gioco identico alla Maniglia. https://play.google.com/store/apps/details?id=ita.rownine.mariglia

## Regole

### Carte
La maniglia ha molte varianti, almeno una dozzina. Anche sul mazzo di carte ci sono alcune varianti. In Francia si usa il mazzo da trentadue carte (dal sette all'asso). In Italia usano il mazzo da 40 carte, le cosiddette carte napoletane.
Si gioca in 4, a coppie, ma esistono varianti anche per giocare in 2 o 3 persone.

### Preparazione
Si mescola e taglia il mazzo. Il mazziere distribuisce le carte tra i giocatori, iniziando dal giocatore alla sua sinistra.

### Dichiarazione
Il mazziere sceglie il colore da usare come atout.
Può:
- scegliere un seme (fr. "voiture") o di giocare senza atout (fr. "sans atout"). Se si gioca "senza" il punteggio viene raddoppiato
- può far scegliere al proprio partner (fr. passer "en face"). Quest'ultimo deve scegliere obbligatoriamente.

### Valore delle carte
La carta più alta è il 7 – la "maniglia" (francese manille) – se si usa il mazzo da 40 carte o il 10 se si usa il mazzo francese da 32 carte. Dopo vengono le carte nell'ordine: asso, re, cavallo (o regina), fante, e le altre in ordine decrescente.

### Gioco
Il giocatore alla sinistra del mazziere inizia il gioco tirando una carta a sua scelta. Gli altri tre devono rispondere a seme.
Se un giocatore non ha carte del seme è tenuto a giocare un atout, a mettere quello superiore a tutti gli altri giocati in precedenza, salvo che ne sia privo o che la presa sia già del compagno.
Vince la presa chi ha giocato la carta più alta. 
Se ci sono atout vince la presa chi ha giocato l'atout più alto.
Il giocatore che ha preso inizia il giro successivo.

### Punteggi
| Nome della carta                                 | Punteggio |
| ------------------------------------------------ | --------- |
| Maniglia (Sette o dieci, secondo il mazzo usato) | 5         |
| Asso                                             | 4         |
| Re                                               | 3         |
| Fante                                            | 2         |
| Donna (o cavallo)                                | 1         |
| Altre carte                                      | 0         |

I punti totali per mano sono 60 ( (5+4+3+2+1) × 4 )
In alcune varianti si assegna un ulteriore punto a ogni presa.
La coppia che ha vinto la mano ottiene i punti che superano la metà. Se non si contano le prese la coppia vincente segna i punti che superano 30 e l'altra niente.
Vince la coppia che raggiunge per prima i 101 punti.